# César Meza Colli
César Daniel Meza Colli es un futbolista paraguayo que juega como delantero en el Araz-Naxçıvan P. F. K. de la Liga Premier de Azerbaiyán. Es hermano menor del jugador Derlis Meza Colli.

## Trayectoria
Meza Colli participó en varios equipos griegos y en el AC Pavia italiano. En la temporada 2010-2011 jugaba en el equipo 'Primavera' -de reservas- de la Associazione Calcio Cesena, destacando por su velocidad y manejo del balón con la pierna izquierda.
En la temporada 2011-2012 ha debutado en la Primera División italiana disputando dos encuentros en el inicio de la campaña. Tras un cambio de entrenador en el equipo italiano, el jugador no ha disfrutado de oportunidades. Llega cedido por lo que resta de temporada 2011-2012 al Deportivo Alavés.

## Clubes
| Club                      | País           | Año       |
| ------------------------- | -------------- | --------- |
| Ethnikos Piraeus          | Grecia         | 2008      |
| PAS Giannina              | Grecia         | 2008-2009 |
| A. C. Cesena              | Italia         | 2009-2013 |
| Deportivo Alavés (cedido) | España         | 2012      |
| A. C. Pavia (cedido)      | Italia         | 2012-2013 |
| F. K. Inter Baku          | Azerbaiyán     | 2013-2015 |
| F. K. Inter Baku          | Azerbaiyán     | 2016      |
| Zira F. K.                | Azerbaiyán     | 2016-2017 |
| Keshla F. K.              | Azerbaiyán     | 2018      |
| CS Universitatea Craiova  | Rumania        | 2018-2019 |
| Keshla F. K.              | Azerbaiyán     | 2019-2021 |
| Neftçi P. F. K.           | Azerbaiyán     | 2021-2023 |
| Ohod Club                 | Arabia Saudita | 2023-2024 |
| Zira F. K.                | Azerbaiyán     | 2024      |
| Araz-Naxçıvan P. F. K.    | Azerbaiyán     | 2024-     |

## Palmarés

### Títulos nacionales
| Título             | Club         | País       | Año  |
| ------------------ | ------------ | ---------- | ---- |
| Copa de Azerbaiyán | Keshla F. K. | Azerbaiyán | 2021 |